# Піжма
Пі́жма (рос. Пижма, марій. Пижма) — присілок у складі Медведевського району Марій Ел, Росія. Входить до складу Люльпанського сільського поселення.

## Населення
Населення — 614 осіб (2010; 569 у 2002).
Національний склад (станом на 2002 рік):
- росіяни — 59 %